# El roble y la caña

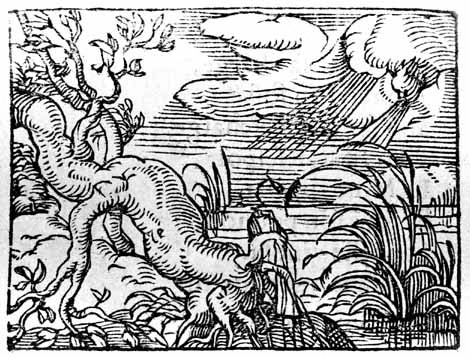
Grabado en madera de Bernard Salomon de "El olivo y la caña" de una colección francesa de Fábulas de Esopo en rima

El roble y la caña es una de las fábulas de Esopo y lleva el número 70 en el Índice Perry. Aparece en muchas versiones: en algunas el roble conversa con muchas cañas y en una versión reescrita tardíamente disputa con un sauce.

## La historia y sus variantes.
Existen versiones griegas tempranas de esta fábula y una versión latina del siglo V de Avianus. Tratan del comportamiento opuesto de la encina, que confía en su fuerza para resistir la tormenta y es derribada, y de la caña que "se dobla con el viento" y sobrevive. La mayoría de las fuentes tempranas la consideran una parábola sobre el orgullo y la humildad, que ofrece consejos para sobrevivir en tiempos turbulentos. De ahí surgieron varios proverbios como "Más vale doblarse que romperse" y "La caña ante el viento vive, mientras que los robles poderosos caen", cuya primera aparición se encuentra en Troilo y Criseida de Geoffrey Chaucer (II.1387-9). Se da la circunstancia de que aquí hay una coincidencia con el viejo proverbio chino "Un árbol que no se dobla se rompe fácilmente". El refrán aparece originalmente en el clásico religioso Tao Te Ching, con el comentario de que "lo duro y fuerte caerá, lo blando y débil vencerá". Un contraste similar, aunque con un árbol de otro tipo, aparece en el Talmud judío, donde se recoge que "los Sabios enseñaron en alabanza de la caña: Una persona debe ser siempre suave como una caña, y no debe ser rígida como un cedro". Una variante griega de la fábula sustituía el roble por un olivo. Aunque el árbol se burla de la caña por su fragilidad y su cesión a todos los vientos, la caña no responde. La sabiduría de su comportamiento se pone de manifiesto cuando el árbol se quiebra en medio de una tormenta. Esta fue la versión preferida por un grupo de fabulistas del siglo XVI entre los que se encontraban el autor francés Gilles Corrozet (1547) y dos italianos, Gabriele Faerno (1564) y Giovanni Maria Verdizotti. la edición de las fábulas de Heinrich Steinhowel de 1479, un abeto (tanne, abies en latín en las ediciones bilingües) es el protagonista. Esto sugiere que la fábula se ha confundido con la de El abeto y la zarza, en la que otro árbol que confía en sus cualidades superiores es vencido. Sin embargo, ésta también aparece de forma independiente en la colección de Steinhowel como "El espino y el abeto" (Der Dornbusch und die Tanne). En definitiva, todas estas versiones remiten al antiguo género de los poemas de disputa del Próximo Oriente, que también incluía al tamarisco y a la palmera como contendientes, y al álamo y al laurel.
Entre otras variantes renacentistas cabe incluir el fresno y la caña en el libro de emblemas de Hadrianus Junius (1567), que cita la misma situación como ejemplo de "la paciencia de la mente triunfante" (l'équité de l'esprit victorieuse). Laurentius Abstemius había escrito antes su propia variante en su Hecatomythium (1490) sobre un olmo y un sauce (de ulmo et silere) en el que las raíces del primero son socavadas por la corriente hasta que se derrumba, lo que apunta la misma lección de que aquellos que "ceden ante los poderosos son más sabios que los que sufren una vergonzosa derrota al intentar resistir".

## Interpretaciones posteriores
Cuando la fábula figuraba en los libros de emblemas del siglo XVI, se hacía más hincapié en la lección moral que debía aprenderse, a la que la historia actuaba como un mero apéndice. Así, Hadrianus Junius cuenta la fábula en un poema latino de cuatro versos y la sigue con un largo comentario, parte del cual dice "Por el contrario, vemos al junco resistir obstinadamente el poder de las tormentas nubladas, y superar la arremetida de los cielos, su salvación radica en ninguna otra protección que un mínimo de paciencia. Lo mismo sucede en el caso de un espíritu justo y equilibrado, que no se preocupa por la fuerza invencible y vence a la malicia y a otros males por medio de la resistencia paciente, y logra grandes riquezas por la adquisición de la gloria imperecedera, mientras que la audacia tiene, la mayoría de las veces, su perdición". Geoffrey Whitney tomó prestada la ilustración de Adriano para su propio Choice of Emblemes (1586), dedicando una estrofa de su poema a la fábula y la segunda a su lección:
Cuando la Envidia, el Odio, el Desprecio, y el Trueno, se enfurecen:
que son las tormentas y tempestades de esta vida;
Con paciencia entonces, debemos librar el combate,
y no resistir con la fuerza su lucha mortal. 
Sino sufrir aún, y entonces lo haremos, en fin,
a nuestros enemigos, cuando ellos, avergonzados, se consuman.
Sólo aparece una alusión a la fábula en los Cent emblemes chrestiens (100 emblemas cristianos) de Georgette de Montenay. Pero el contexto en el que el artista ha situado su ilustración es el verso del Magníficat, "[Dios] derribó a los poderosos de sus tronos y ensalzó a los humildes" (Lc 1,52).

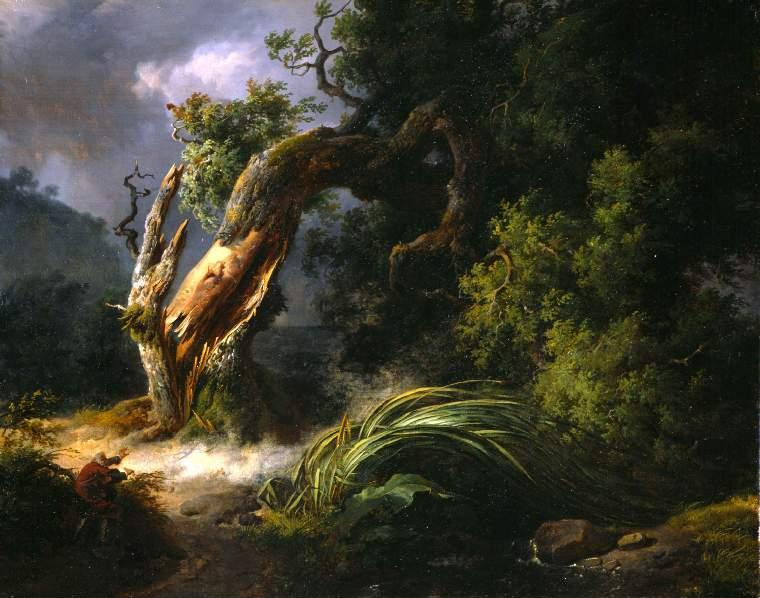
El uso de la fábula por parte de Achille Michallon se refiere a la caída de las dinastías.

Las interpretaciones de la fábula empezaron a cambiar a partir del relato más matizado de las Fábulas de La Fontaine, Le chêne et le roseau (I.22). Aquí el roble se compadece de la fragilidad del junco y le ofrece protección, a lo que el junco responde cortésmente que tiene su propia estrategia de supervivencia: "Me doblo y no me rompo". Esto se pone a prueba cuando se desata una tormenta y pone la "cabeza del roble que era vecina del cielo" a la altura de las raíces "que tocaban el imperio de los muertos". Escrita en la época autocrática de Luis XIV de Francia, la obra está tan lograda que parece enseñar el valor de la humildad al mismo tiempo que sugiere que los gobernantes pueden no ser tan poderosos como se creen. Tan actual llegó a ser esa astuta interpretación que el cuadro posterior de Achille Etna Michallon "El roble y la caña", ahora en el Museo Fitzwilliam (1816, ver a la izquierda), podría verse fácilmente como una referencia a la reciente caída del emperador Napoleón I.En tiempos democráticos, la conducta del junco pasó a considerarse cobarde e interesada y la fábula comenzó a reescribirse desde este punto de vista. En la colección de Robert Dodsley de 1761 aparece como "El roble y el sauce", en la que el sauce desafía al roble a una prueba de fuerza para soportar una tormenta. El roble libra una lucha heroica y, tras caer, condena la conducta del sauce por mezquina y cobarde. Una versión rimada estadounidense de 1802 extrae la conclusión política con más fuerza aún. Ambientada "en la mancomunidad de los árboles", presenta a los dos árboles compartiendo su gobierno. Cuando una tormenta "amenaza la constitución del estado", el sauce se encoge de hombros mientras el roble cae luchando, pero no reconoce al sauce como vencedor final.              
Yo soy un roble, y aunque en realidad me caigo
Tú sigues siendo una hierba vil y escurridiza,
levantado por ningún mérito propio,
sino por la ráfaga que me ha hecho caer.
¿Di, si puedes, qué planta o árbol,
que no sea un adulador como tú,
dedicado a la intriga y a la lucha,
que prefiera la vida de un canalla,
preservada por la astucia y las sierras astutas,
a caer en una CAUSA GLORIOSA?
La reinterpretación de Jean Anouilh de la historia, en 1962, se refiere a lo mismo. En ella, el roble pregunta a la caña si no considera moralmente detestable la fábula de La Fontaine. La respuesta de la caña es que las limitadas preocupaciones de "nosotros, los pequeños", les permitirán superar mejor los tiempos de prueba que tomar la moral. Cuando una vez más el roble cae en la tormenta, el junco le pregunta burlonamente si no había previsto correctamente el resultado. La respuesta del árbol al odio envidioso de la caña es simplemente: "Pero sigo siendo un roble". Esto se deriva del pensamiento de otro antiguo emblema que apareció entre los Emblesmes de Hadrianus Junius (1567). Situado delante de una versión de "El roble y la caña" (que allí se dice de un serbal), representa un roble cuyas ramas son despojadas por un vendaval y lleva el título "Los desastres de los príncipes no son como los de la gente corriente". Va acompañada de una cuarteta que concluye: "El príncipe que el desastre ha empobrecido/ conserva el honor de su linaje". También la nobleza de carácter es igual a la alta alcurnia.

## Interpretaciones artísticas
Al tratarse de una de las pocas fábulas sin personajes humanos o animales, el tema ha sido un regalo para artistas e ilustradores. Desde las primeras ediciones impresas, los xilógrafos se complacen en contrastar las diagonales con las verticales y horizontales del espacio pictórico, así como las texturas de la caña flexible y el robusto tronco del árbol. Entre los fabricantes de emblemas del siglo XVI existía incluso una prescripción sobre cómo debía presentarse la escena. Según Hadrianus Junius (1565), "la forma en que debe dibujarse el cuadro es sencilla: en él, uno de los vientos sopla con las mejillas hinchadas, rompiendo los enormes árboles que encuentra a su paso, arrancándolos, desarraigándolos y arrojándolos alrededor; pero un trozo de caña sobrevive indemne". Otros ejemplos contemporáneos de este enfoque se encuentran en la ilustración de Bernard Salomon en Les Fables d'Esope Phrygien (1554, véase más arriba) y en los poemas latinos de Hieronymus Osius (1564).

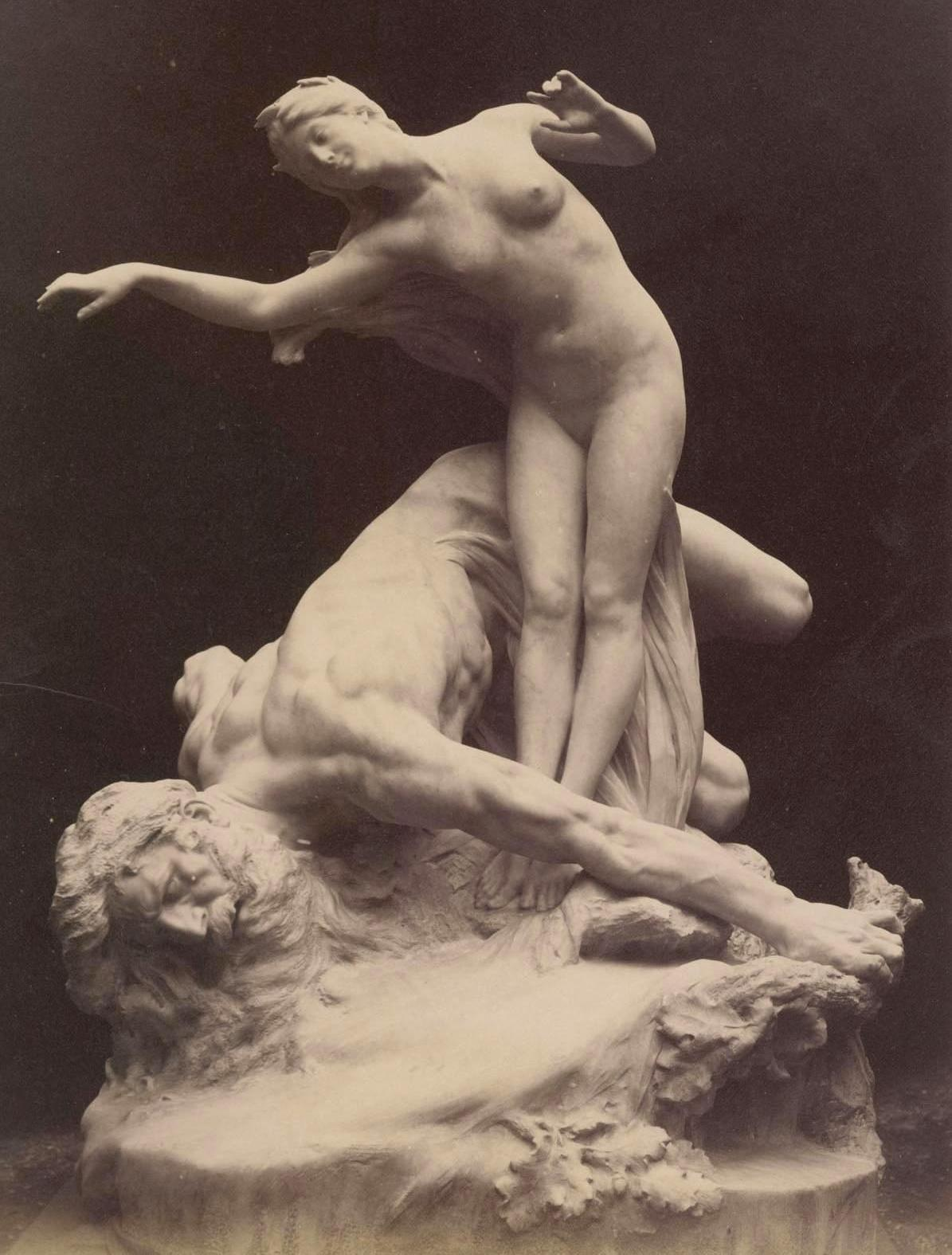
Escultura de la fábula de Henri Coutheillas

Algunas variaciones dependen de la versión de la fábula que se registre. En la versión de Samuel Croxall (1732), que fue muy seguida, el roble desarraigado flota río abajo y pregunta a un junco cómo ha sobrevivido a la tormenta. En la nueva traducción de George Fyler Townsend (1867), el roble ha caído en un arroyo y hace la misma pregunta a los juncos del lugar. Pero en el relato de John Ogilby, el significado de la fábula tiene un trasfondo contextual. Su roble ha sido derribado por una conspiración de todos los vientos y pide consejo a un junco superviviente. La moraleja que se extrae de su consejo absuelve a los monárquicos de la Inglaterra de la Restauración de cualquier culpa por seguirlo:
Locos contra un violento torrente.
A partir de ahora podrás servir al bien común.
Con el creciente interés por el arte paisajista, muchos artistas franceses aprovecharon las posibilidades dramáticas de la fábula, incluido el ilustrador Gustave Doré, que realizó dos grabados en madera diferentes de un campesino que luchaba por paisajes tormentosos y otro de un jinete derribado por el roble que caía. Se dice que el paisaje de Achille Michallon de 1816 (del que también hay una impresión en blanco y negro) está inspirado en el estilo de Jacob Ruisdael, pero también tiene aspectos de los paisajes dramáticos del romanticismo francés. Ejemplos posteriores de esto incluyen tratamientos de la fábula de Guillaume Alphonse Harang (1814-1884) y François Ignace Bonhommé (1809-1893), ambos de 1837. El tratamiento pintoresco de Jules Coignet en el Musée Jean de La Fontaine, también del segundo cuarto del siglo XIX, es un estudio de las diferentes texturas de la luz que cae sobre los juncos azotados por el viento y el follaje del roble caído. Esto se dramatiza aún más en la xilografía japonesa de la fábula de Kajita Hanko, publicada a finales de siglo en la Choix de Fables de La Fontaine, Illustrée par un Groupe des Meilleurs Artistes de Tokio (1894), cuyo tema es un olivo y no un roble Los efectos luminosos contrastados son igualmente el tema del dibujo de colores sombríos de Henri Harpignies, conservado en el museo Jean de La Fontaine, y de la acuarela pintada por Gustave Moreau hacia 1880.
A finales de siglo se expuso en París una estatua del tema realizada por Henri Coutheillas. Actualmente se encuentra en el Jardin d'Orsay de Limoges y contrasta un desnudo femenino que se balancea con el gigante canoso que cae a sus pies mientras se aferra a una rama rota en la mano. Durante el siglo XX hubo una serie de grabados realizados por destacados artistas. Entre ellos, el grabado de Marc Chagall de su serie La Fontaine (1952), la xilografía en color de Roland Oudot (1961) y la estampa en color de Salvador Dalí de 1974.

## Versiones musicales
En el siglo XIX, la cantante Pauline Viardot interpretó la fábula de La Fontaine para piano y soprano y fue acompañada por Frédéric Chopin en el concierto que compartieron en 1842. La fábula francesa fue luego interpretada en 1901 por Jacques Soulacroix (1863 - 1937). En 1964, una traducción checa de Pavel Jurkovic fue puesta en escena para coro mixto y orquesta por Ilja Hurník como parte de su Ezop, y en 1965 una versión poética de Peter Westmore fue incluida como última pieza en Canciones de las Fábulas de Esopo para voces infantiles y piano por Edward Hughes (1930-1998). Una interpretación puramente musical de la fábula apareció en la música incidental de Michael Galasso para el segmento basado en la fábula en la producción de Robert Wilson de Les Fables de La Fontaine para la Comédie-Française (2004). También hubo una versión de la fábula en danza hip hop en Francia, coreografiada para tres intérpretes por Mourad Merzouki en 2002. La pieza se incluyó en el proyecto compuesto de Annie Sellem Les Fables à La Fontaine, así como se representó por separado, y es uno de los cuatro segmentos de la producción incluidos en la película Les Fables à La Fontaine (2004), dirigida por Marie-Hélène Rebois.
Durante el siglo XX se pusieron de moda las versiones en argot. Una de las primeras apareció entre las siete publicadas en 1945 por Bernard Gelval, que después pasó a formar parte del repertorio cantado del actor Yves Deniaud. Le siguió, en 1947, el segundo volumen de 15 fables célèbres racontées en argot (fábulas famosas en argot) de "Marcus", en el que se incluía Le Chêne et le Roseau. Mientras que ésta se ciñe bastante al texto de La Fontaine, la versión en rap de Pierre Perret de 1990 es una adaptación más suelta de la fábula en una serie de cuartetas con un estribillo entre ellas. El poderoso roble, "alto como el Himalaya", se dirige al junco en su pantano, donde "arriba soplan los vientos y abajo hay reumatismos" (En haut t'as le mistral en bas les rhumatismes), pero su compasión es rechazada y se le predice el destino que le espera. Con el tiempo se hicieron dibujos animados de estas versiones y se publicaron en DVD con el título de Las fábulas geométricas; "El roble y la caña" apareció en el volumen 3 de la serie (Les Chiffres, 1991).
Dos grupos de Quebec han recurrido a la fábula más recientemente. El grupo de deathcore Despised Icon grabó su versión en el álbum Consumed by your Poison en 2002. La letra gruñida es paralela a la narración de La Fontaine: la caña rechaza la protección ofrecida por el roble por su propio comportamiento flexible. Después de la tormenta, "el que se creía tan fuerte ahora está entre los muertos" (Celui qui se croyait si fort réside maintenant parmi les morts). También hay una adaptación folk-rock de Les Cowboys Fringants grabada en su álbum de 2008 L'Expédition. La letra subraya que aferrarse al propio punto de vista aísla a los individuos, pero parece recomendar la estrategia de la caña para sobrevivir en las palabras del estribillo que dice que hay que "caer para levantarse de nuevo" (tomber pour se relever) repetidamente.